# Beng Mealea

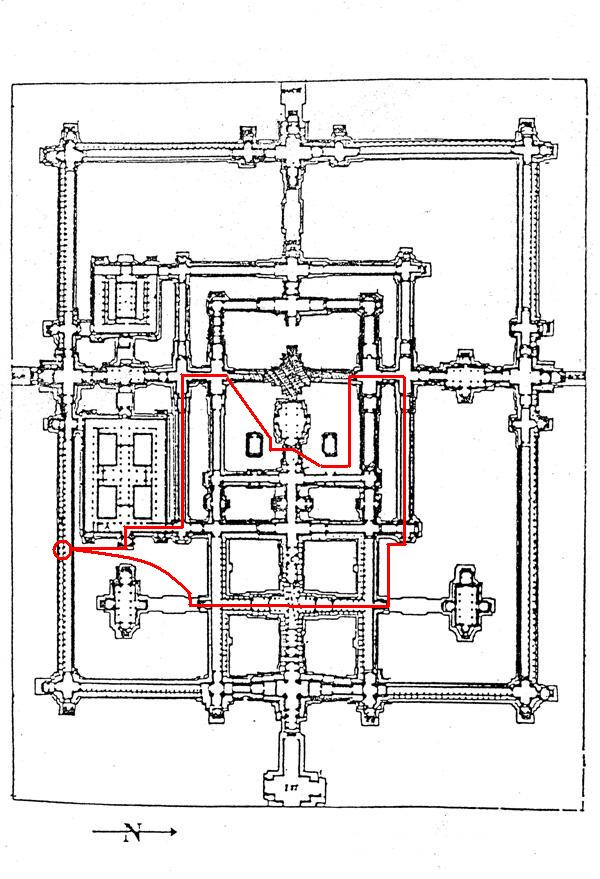
Grundriss von Beng Mealea

Beng Mealea (Khmer ប្រាសាទបឹងមាលា, Lotusbecken) ist ein hinduistischer Tempel in Kambodscha und bildet eines der schillerndsten Zentren des Khmer-Reiches Angkor. Die Anlage gehört seit 1992 zum Weltkulturerbe der UNESCO.

## Anlage des Tempels
Beng Mealea liegt etwa 40 km östlich von Angkor und gehört vom Stil her in die Mitte des 12. Jahrhunderts, jedoch finden sich keine Inschriften. Deshalb kann man nur annehmen, dass die Anlage unter König Suryavarman II. errichtet wurde. Obwohl als hinduistischer Tempel ausgeführt finden sich auch buddhistische Symbole. Der Tempel ist überwiegend mit Sandstein errichtet und weitgehend original belassen mit teilweise überwachsenen Bauwerken. Bis vor wenigen Jahren war die Anlage schwer zu erreichen, eine neue Straße nach Koh Ker sorgt nun für eine bessere Anbindung.
Die Anlage des Tempels überdeckt eine Fläche von 181 Meter mal 152 Meter und war das Zentrum einer Stadt, die wiederum ein 45 Meter breiter Stadtgraben von 1.025 Meter Länge in West-Ost- und 875 Meter in Nord-Süd-Richtung umgab. Beng Mealea ist nach Osten ausgerichtet, hat aber auch Eingänge in den anderen Himmelsrichtungen. Im Osten liegt ein Baray. Viele der Reliefs zeigen Szenen aus Hindu-Epen mit Vishnu und Shiva.

## Weltkulturerbe
Seit dem 1. September 1992 steht Beng Mealea auf der Nationalen Vorschlagsliste (Tentativliste) Kambodschas für das Welterbe.

## Bilder

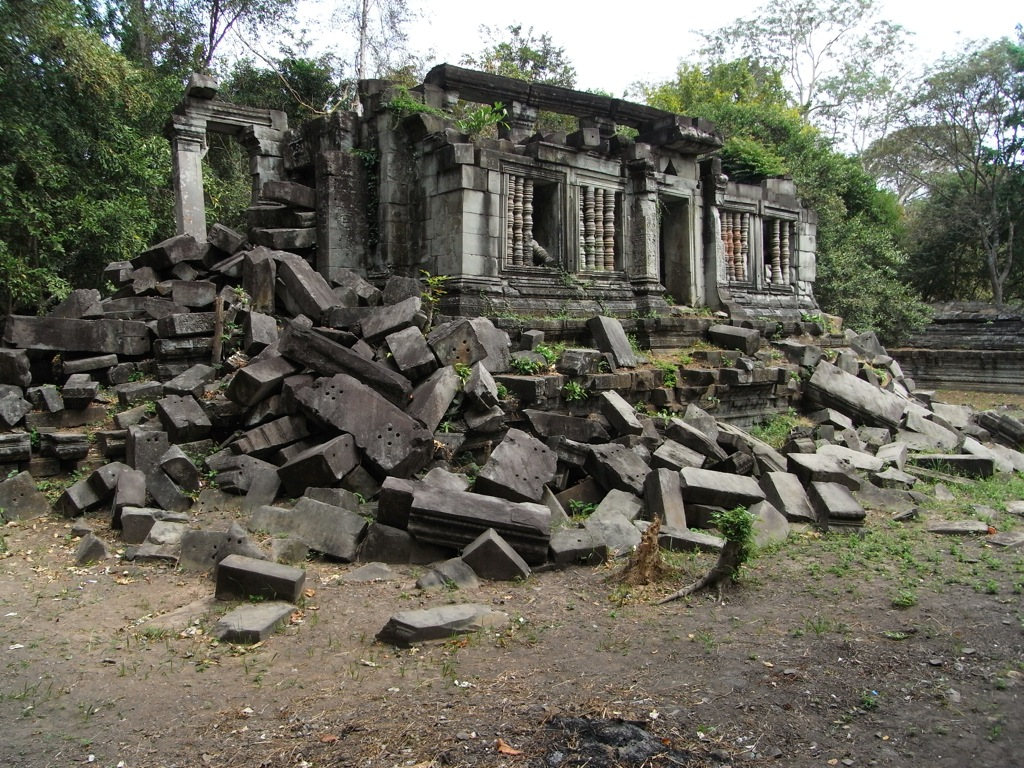
Eine der erhabenen „Bibliotheken“ der Anlage
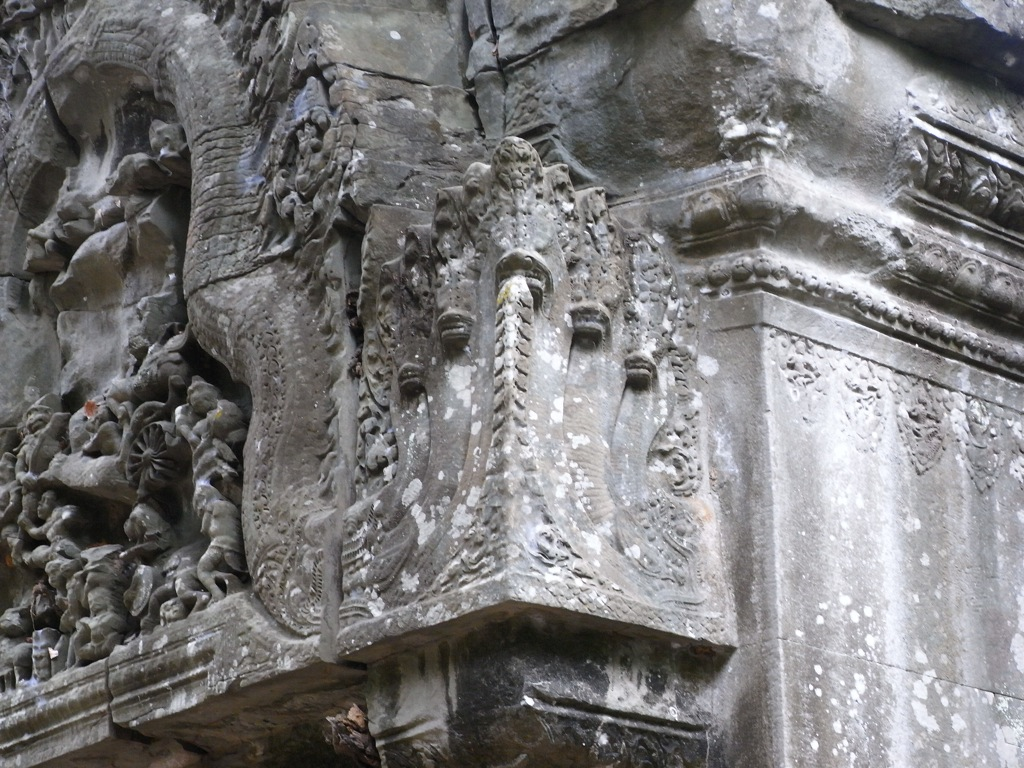
Feine Reliefs des Pediments
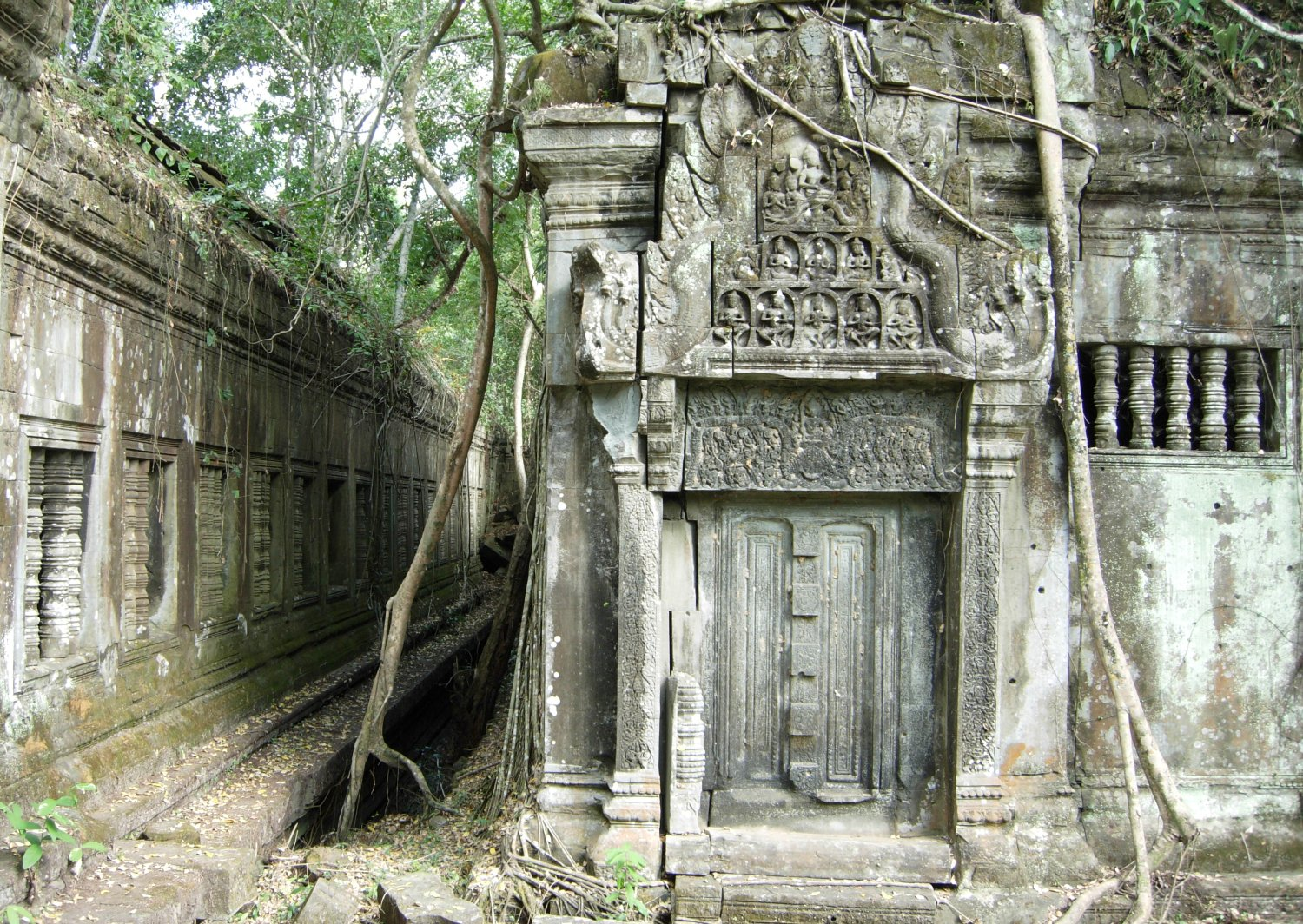
Blindtür, Türsturz und Pediment, wie in Angkor Wat
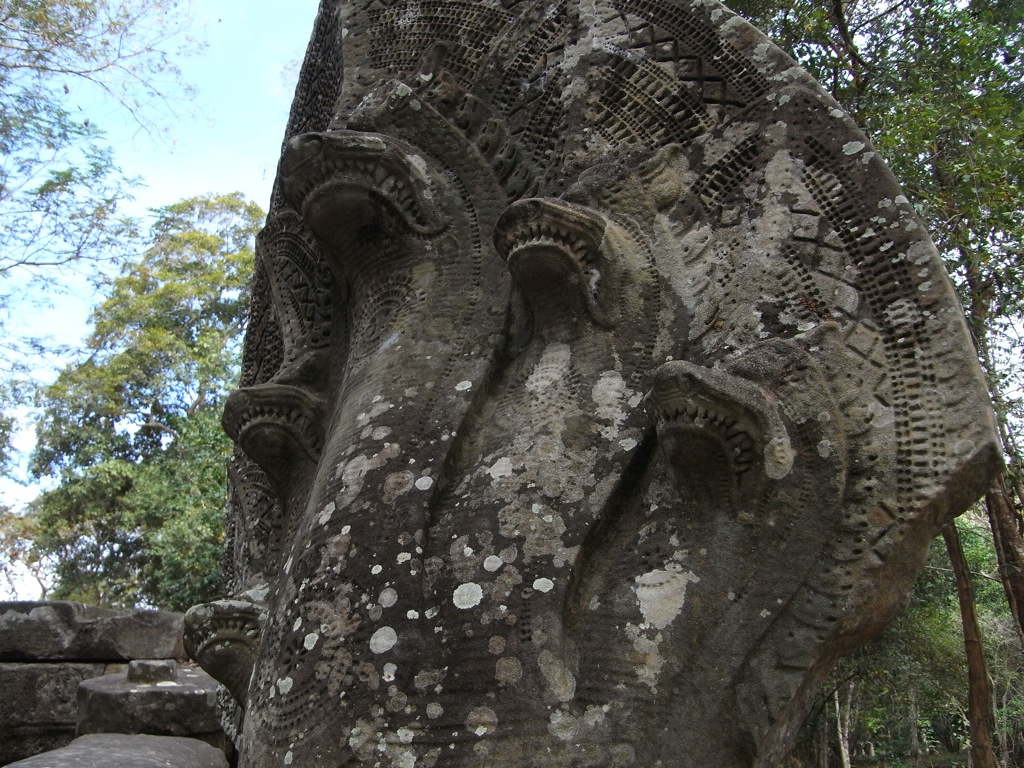
Fünfköpfige Naga
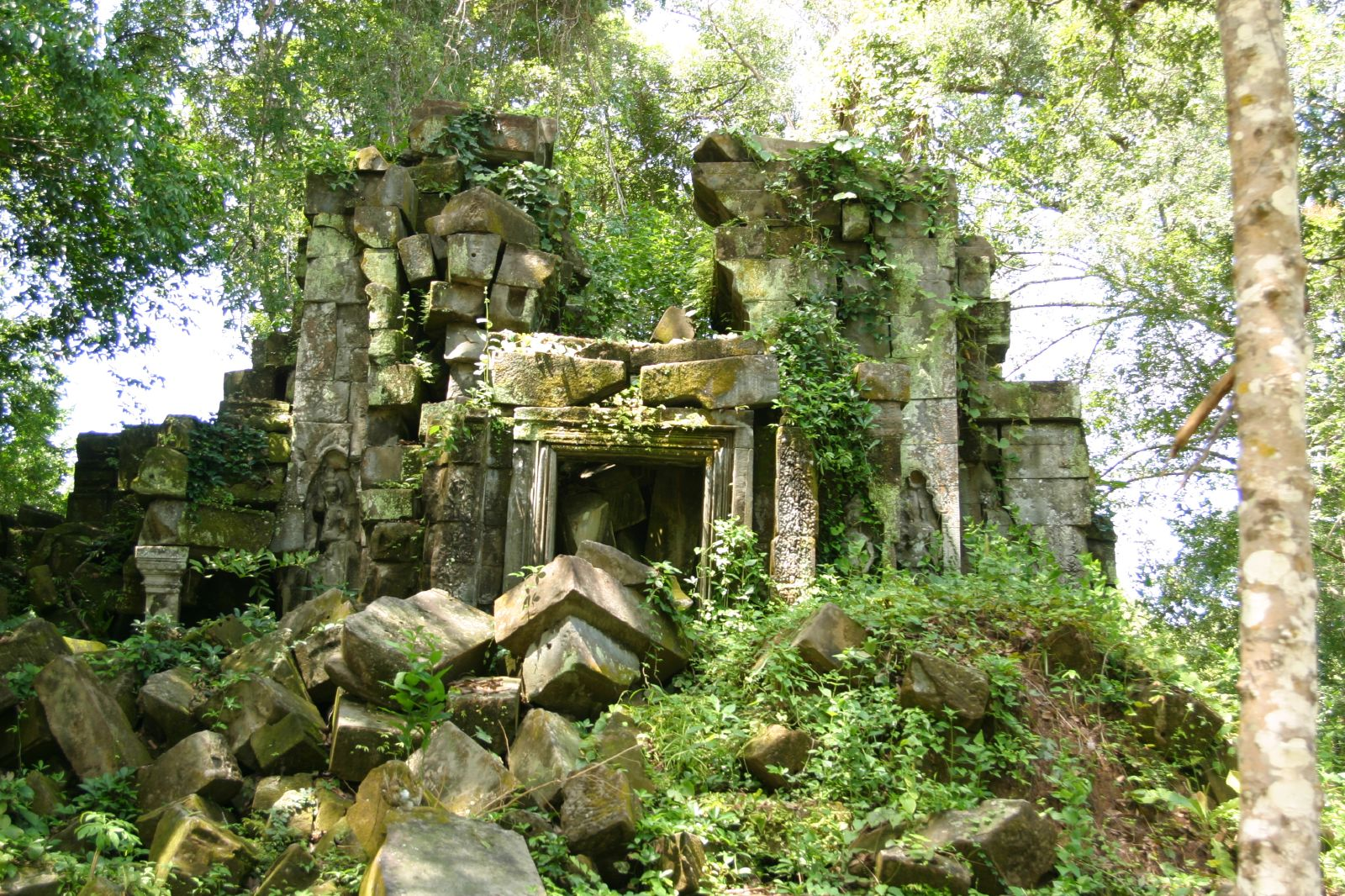
Überwucherungen
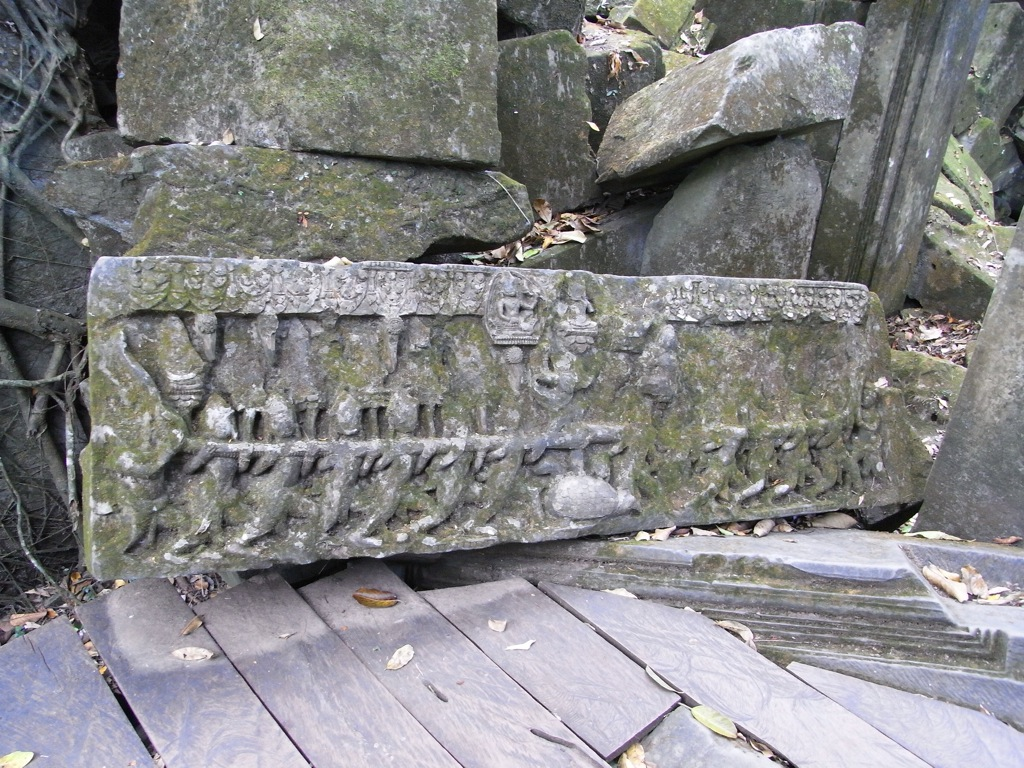
Türsturz mit Darstellung der Quirlung des Milchozeans